# Opsirhina lechriodes
Espèce
Synonymes
- Rhathymodes lechriodes Turner, 1911[1]

Opsirhina lechriodes est une espèce d'insectes lépidoptères (papillons) de la famille des Lasiocampidae vivant en Nouvelle-Galles du Sud et au Victoria en Australie.

## Description
Opsirhina lechriodes a une envergure de 40 mm. Sa larve se nourrit sur les eucalyptus.

## Galerie

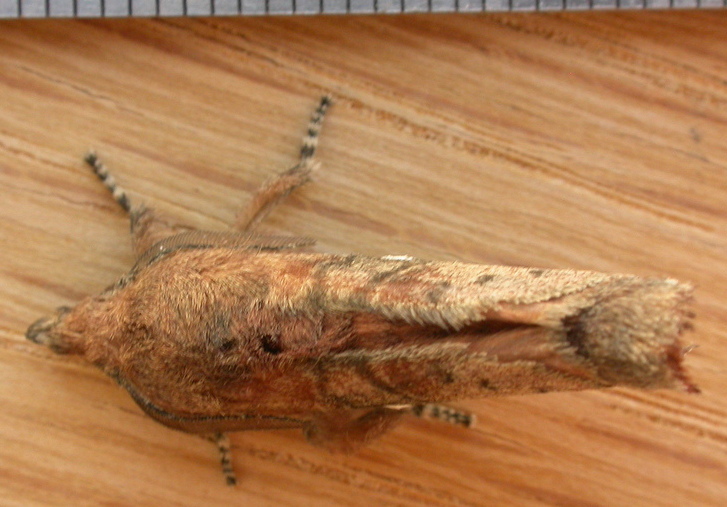